# La Majada, Argentina
La Majada är en ort i Argentina.   Den ligger i provinsen Catamarca, i den norra delen av landet, 900 km nordväst om huvudstaden Buenos Aires. La Majada ligger 1 030 meter över havet och antalet invånare är 154.
Terrängen runt La Majada är kuperad åt nordost, men åt sydväst är den bergig. Terrängen runt La Majada sluttar österut. Trakten runt La Majada är nära nog obefolkad, med mindre än två invånare per kvadratkilometer.. Det finns inga andra samhällen i närheten. 
I omgivningarna runt La Majada växer i huvudsak lövfällande lövskog.